# 빌라노바프란카
빌라노바프란카(Villanovafranca, 비다노아 프란카, 비다 노아 프란카 사르데냐어로)는 이탈리아 사르데냐 지역의 수드사르데냐도에 있는 코무네 (지자체)로, 칼리아리에서 북쪽으로 약 50 킬로미터 (31 mi) 떨어져 있고 산루리에서 북동쪽으로 약 13 킬로미터 (8 mi) 떨어져 있다.
빌라노바프란카는 다음 지자체들과 접해 있다: 바루미니, 에스콜카, 제시코, 구아실라, 라스플라사스, 빌라마르.
주요 명소로는 동명의 박물관이 있는 누라게 수 물리누와 산 로렌초 교회가 있다.

## 역사
빌라노바프란카라는 이름은 마을이 면세 구역이었다는 사실에서 유래한 것으로 여겨진다. 그러나 이 빌라가 특혜를 받아 건설되었는지, 아니면 다른 모든 빌라노바처럼 농촌 기능으로 시작하여 특혜를 얻었을 때 이름이 바뀌었는지를 명확히 하는 문서는 없다. 그러나 누라게 정착지의 존재가 확인되어, 현재의 이름을 갖기 전부터 주거 중심지가 존재했음을 보여준다.
유명한 학자 고프레도 카살리스는 그의 저서에서 마르밀라 마을 목록 끝에 "[...] 아르바레이에서 [...] 빌라노바포루와 빌라노바프란카로. 앞서 언급된 모든 인구는 태고적부터 있었다. 그중 가장 최근인 것은 아르보렌세 왕국의 부서와 국경의 끝에 있는 빌라노바프란카로 보인다"고 썼다.
아직도 파스콸레 톨라는 학자들 중에서 마을의 설립 연도인 1219년을 처음 언급한 사람이다.
현재의 마을은 아라곤 시대(15세기경)에 건설되었으며, 1541년에는 사파타 가문의 봉토였던 라스플라사스 남작령에 편입되었다. 1839년에 봉건 제도가 폐지되면서 마지막 봉건 영주인 돈 로렌초 사파타 스피가 비발디 라스플라사스 남작으로부터 상환되었다. 그 이후로 시장과 시의회에 의해 관리되는 지자체가 되었다.

## 기념물 및 관심 장소

### 고고학 유적지
- 누라게 수 물리누
- 누라게 투페딜리
- 누라게 트라타시
- 누라게 파베리
- 누라게 바라카 이스 드라고니스
- 누라게 쿠쿠루 사리우
- 누라게 바르바락시누
- 누라게 페르두 아체니

### 종교 건축물
- 산 로렌초 본당 교회: 내부에는 1800년대의 대리석 설교단과 나폴리 작품으로 은빛 격자로 장식된 수호성인 산 로렌초 상을 포함한 수많은 목조 조각상(산투스 아리마우스)이 있다. 18세기 오르간도 주목할 만하다. 빌라노바 종교 생활의 중심지로, 그 특징적인 종탑과 팔각형 돔은 마르밀라의 계곡과 언덕, 그리고 빌라노바프란카 지자체의 대부분에서 쉽게 볼 수 있다.

- 산 세바스티아노 교회
- 산 프란체스코 다 파올라 교회
- 마돈나 델라 살루테 교회: 지역 예술가 로마노 포르쿠와 제수이노 무르지아의 석조 조각으로 풍부하게 장식되어 있다.

### 시민 건축물

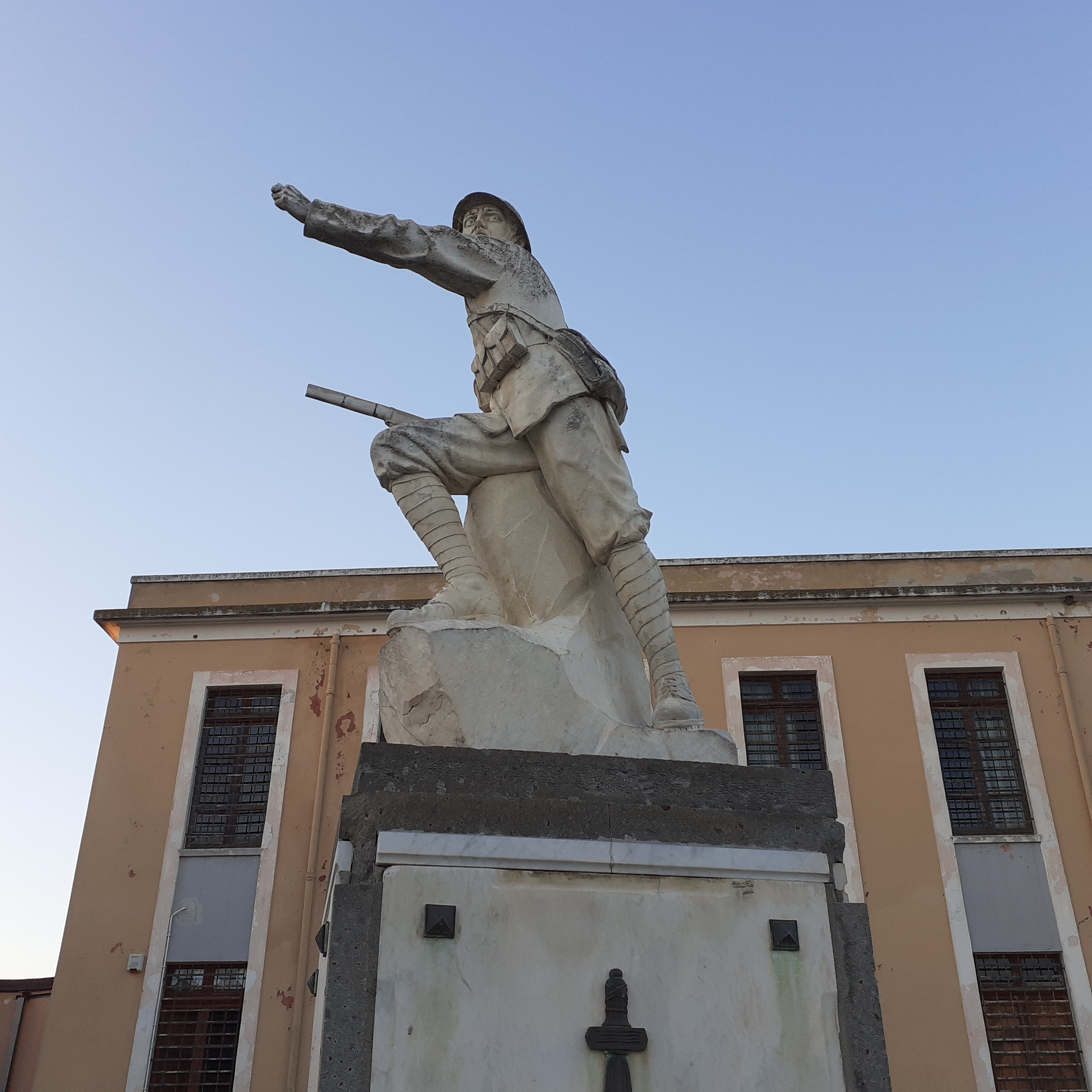
빌라노바프란카 전쟁 기념비

- 군인의 집
- 전쟁 기념비

- 산타 크루즈 장원

## 문화

### 박물관
수 물리누 고고학 박물관, 옛 곡물 창고 또는 몬테그라나티코: 2002년에 설립되었으며 선사 시대부터 중세 전기까지의 연대적 기간을 아우르는 수 물리누 유적지에서 발견된 유물들을 전시하고 있다.

## 경제
경질 밀 생산과 올리브, 포도나무, 아몬드, 그리고 사프란(유럽 연합 원산지 보호 명칭(DOP) 표시를 받은 지역 생산품) 재배가 특히 이 지자체 지역에서 중요하다. 돼지, 양, 소를 사육하는 여러 농목장들이 있으며, 일부는 상당한 규모이다. 이러한 지역 농장들은 여러 일자리를 보장한다.